# Octocryleen
Octocryleen of octocrileen (INCI-naam: Octocrylene) is een chemische stof die gebruikt wordt als ultravioletfilter in zonnebrandcrèmes en andere cosmetische producten. Het is de 2-ethylhexylester van 2-cyano-3,3-difenylacrylzuur.
Octocryleen is hydrofoob en oplosbaar in olie. Het is geschikt om aan waterafstotende of waterbestendige preparaten te worden toegevoegd.
Octocryleen mag in de Europese Unie gebruikt worden; de maximaal toegelaten concentratie (uitgedrukt als zuur) is 10%.
Octocryleen absorbeert UV-stralen met een golflengte tussen 280 en 350 nm, dit is het UVB-gebied en een deel van het UVA-gebied met "korte" UVA-straling. In het UVA-gebied is de absorptie echter gering, en daarom is octocryleen te beschouwen als een UVB-filter. Op zichzelf is het een relatief zwak filter; het wordt daarom gewoonlijk gecombineerd met andere UV-filters om een hoge beschermingsfactor te bekomen. Het is zeer stabiel en kan andere, minder stabiele UV-filters stabiliseren, meer bepaald dibenzoylmethaanderivaten (avobenzon en andere).
Octocryleen blijkt in de huid te kunnen doordringen, en er de vorming van vrije zuurstofradicalen te verhogen. Deze reactieve moleculen kunnen schade toebrengen aan de huidcellen en het DNA in de huidcellen.